# Àlex Alemany
Àlex Alemany   (Gandia, 5 de gener de 1943 - València, 16 de setembre de 2021) va ser un pintor valencià.
Fins a 2004 va presidir el Cercle de Belles Arts de València. Va tenir una extensa i eclèctica obra pictòrica de diversa temàtica i estils. En 1962, va fer la primera exposició individual en Gandia, tancant en el 2009 amb una retrospectiva però no tornaria a exposar fins a 1972 a Alcoi. A partir d'aquest any es consolida una intensa llista d'exposicions en el País Valencià (València, Alacant, Castelló i Gandia), i també va exposar a Espanya (Madrid, Burgos, Logroño) i altres països europeus (Anglaterra, França, Alemanya) i d'Amèrica (Veneçuela, Estats Units, Mèxic)